# Coventry-Kanal
Der Coventry-Kanal ist ein Narrowboatkanal in den Midlands in England.
Er beginnt in Coventry und endet nach 65 km nördlich von Lichfield, wo er an den Trent-und-Mersey-Kanal anschließt. Diese Kanalkreuzung ist als Fradley Junction bekannt. Der Coventry-Kanal ist auch mit dem Oxford-Kanal, dem Ashby-Kanal, dem Birmingham-und-Fazeley-Kanal sowie dem Grand-Union-Kanal verbunden. Insgesamt bilden diese Kanäle bzw. Teile davon den Warwickshire Ring, einen unter Bootstouristen beliebten Rundkurs in Warwickshire.
Der Kanal führt durch folgende Städte: Bedworth, Nuneaton, Atherstone, Polesworth und Tamworth.  Er wird als Narrowboat-Kanal bezeichnet, weil er nur von Booten, die höchstens 2,1 m breit und nicht länger als 21,9 m sind, befahren werden kann.

## Route im Detail
Der Kanal beginnt im Coventry-Kanal-Bassin. Das Hafenbecken wurde im Jahr 1769 in Betrieb genommen und bereits 1788 erweitert. Es befindet sich unmittelbar nördlich des Stadtzentrums von Coventry. Das Hafenbecken und die umliegenden Bauwerke wurden in den Jahren 1993–95 durchgreifend restauriert. Die Kanalbrücke, unter der der Kanal ins Hafenbecken führt, das Verwaltungsgebäude der Kanalgesellschaft und die Warenhäuser rund um das Hafenbecken stehen unter Denkmalschutz.
Vom Kanalbecken mäandert der Kanal zunächst innerstädtisch unter zahlreichen Straßenbrücken hindurch um 8 km nördlich von Coventry den Oxford-Kanal zu kreuzen, der hier an der sogenannten Hawkesbury Junction beginnt und in Oxford an der Themse endet. An dieser Kanalkreuzung Hawkesbury Junction befinden sich einige interessante Gebäude aus der Zeit, als der Kanal noch kommerziell genutzt wurde, insbesondere der Greyhound Pub, der früher Treffpunkt für die auf den Schiffen arbeitenden Bootsleute war. Er ist noch heute ein beliebter Rastpunkt für Freizeitskipper, die heutigen Kanalnutzer.
Nur ein paar Kilometer nördlich in der Nähe von Bedworth, an der Kanalkreuzung Marston Junction, beginnt der schleusenfreie Ashby-de-la-Zouch-Kanal seinen kurvenreichen Kurs zu den früheren Kohlengruben bei Moira; heute ist dieser Kanal nur noch ca. 35 km bis Snarestone befahrbar.
Von der Marston-Junction, führt der Coventry-Kanal nordwestlich zunächst nach Nuneaton, Atherstone und Polesworth sowie schließlich nach Tamworth.
In einem Vorort von Tamworth, an der Kanalkreuzung Fazeley Junction, besteht die Möglichkeit, den westlich führenden Birmingham-und-Fazeley-Kanal in Richtung Birmingham zu befahren.
Der Coventry-Kanal selbst führt weiter nördlich bis zu seinem Ende an der Kanalkreuzung Fradley Junction, wo er auf den Trent-und-Mersey-Kanal trifft.

## Geschichte
Die Coventry-Kanal-Gesellschaft wurde 1768 gegründet. James Brindley wurde mit dem Bau des Kanals beauftragt und ließ die Arbeiten noch im Dezember desselben Jahres beginnen. Da der erfahrene Brindley von Beginn an auf hohen und daher kostenintensiven Baustandards bestand, war das vorgesehene Budget bereits erschöpft, als der Kanal im Jahre 1769 Atherstone erreichte. Brindley war für die Kanalgesellschaft untragbar geworden und wurde durch Thomas Yeoman ersetzt.
Thomas Dadford baute das Tame Aquädukt in den Jahren 1784 bis 1785, Thomas Sheasby erhielt schließlich den Auftrag, den Anschluss zum Trent-und-Mersey-Kanal zu vollenden, dies gelang jedoch erst 1789.
Der Coventry-Kanal war für viele Jahre ein wichtiger und wirtschaftlich ertragreicher, privat finanzierter und betriebener Binnenschifffahrtsweg, war er doch Teil der Verbindung von London nach Birmingham, den beiden großen Wirtschafts- und Industriezentren in England. Die Gesellschaft bezahlte bis 1947 eine jährliche Dividende an ihre Aktionäre. 1948 wurde der Kanal mit dem überwiegenden Kanalnetz verstaatlicht und bis 2012 von der staatlichen Kanalbehörde British Waterways verwaltet. Deren Aufgaben übt nun die gemeinnützige Stiftung Canal & River Trust aus.
Der Coventry-Kanal wurde niemals aufgegeben und ist bis zum heutigen Tage befahrbar.

Coventry-Kanal
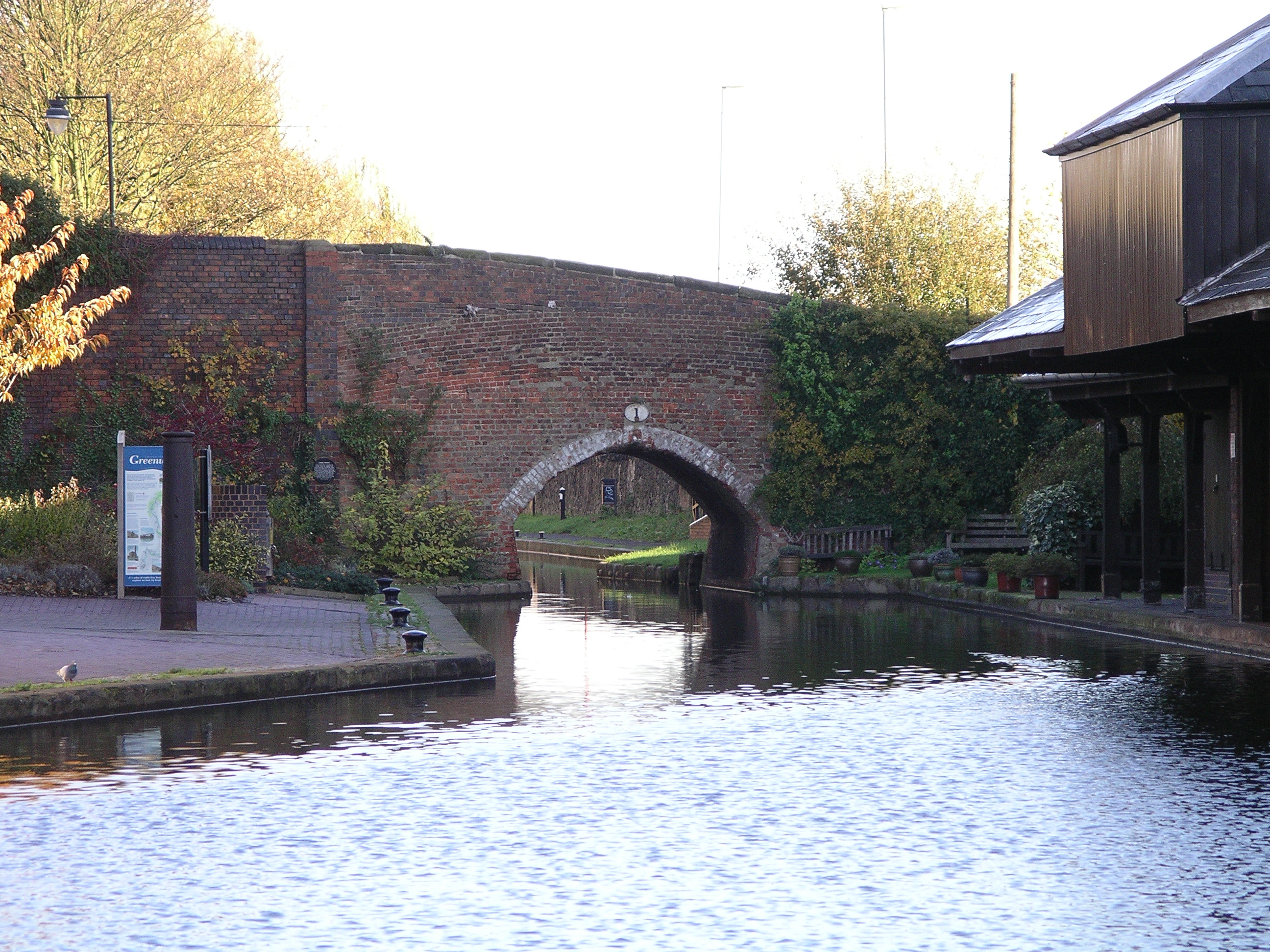
Coventry-Kanal-Hafen: Kanalbrücke (Blick vom Hafenbecken)
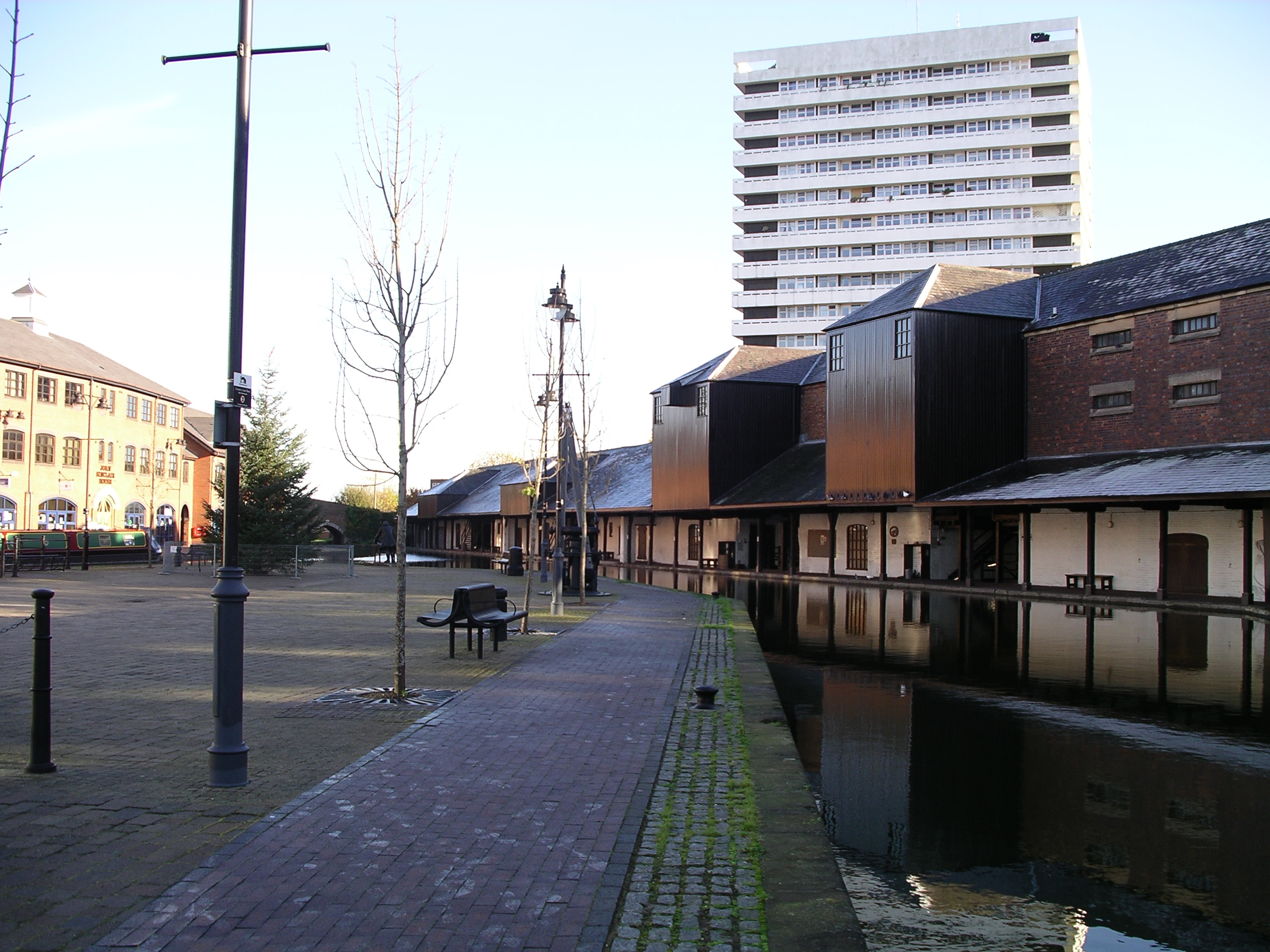
Lagerhäuser am Kanalhafenbecken in Coventry
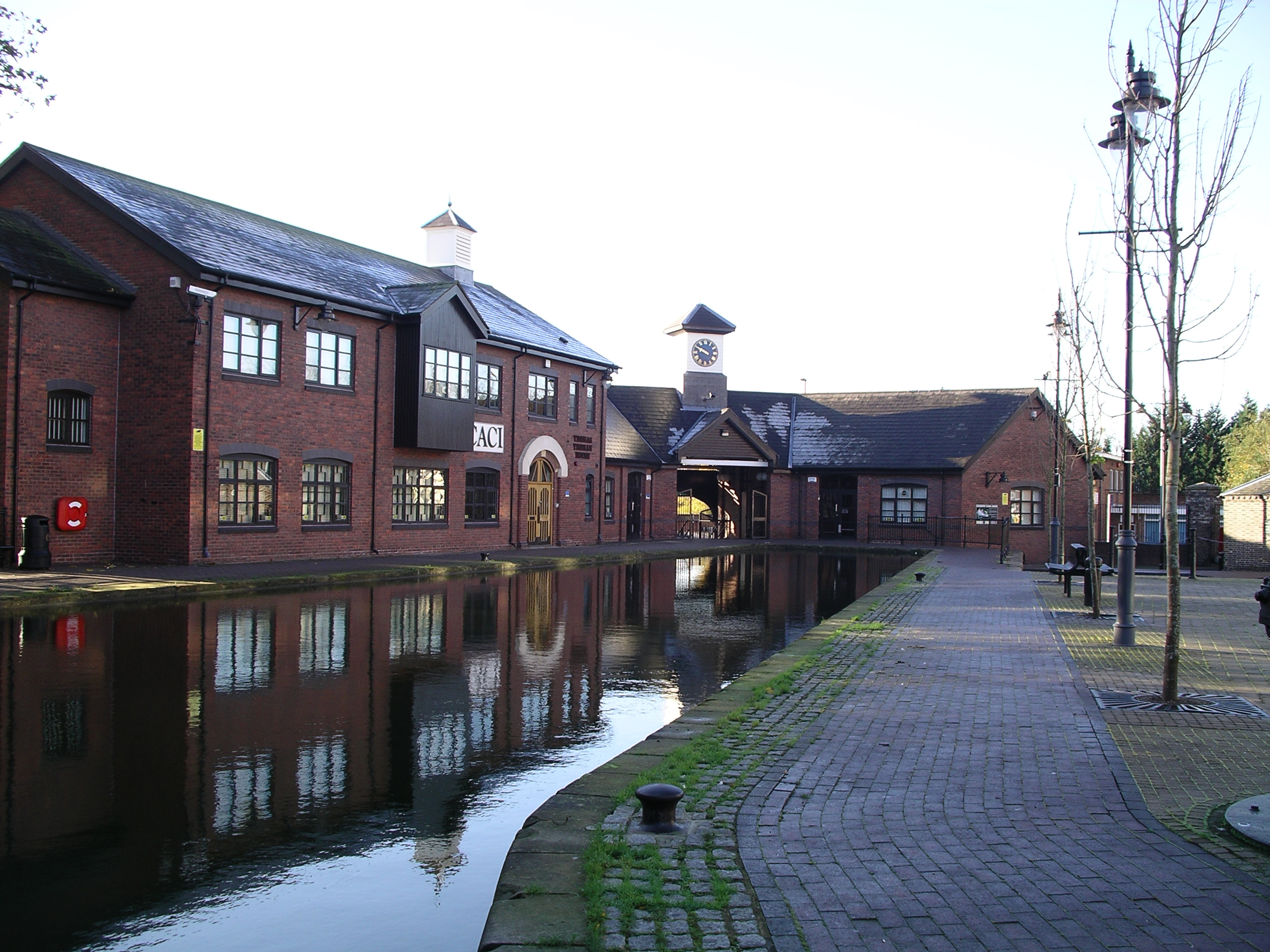
Hafenbecken des Coventry-Kanals im Stadtzentrum Coventrys
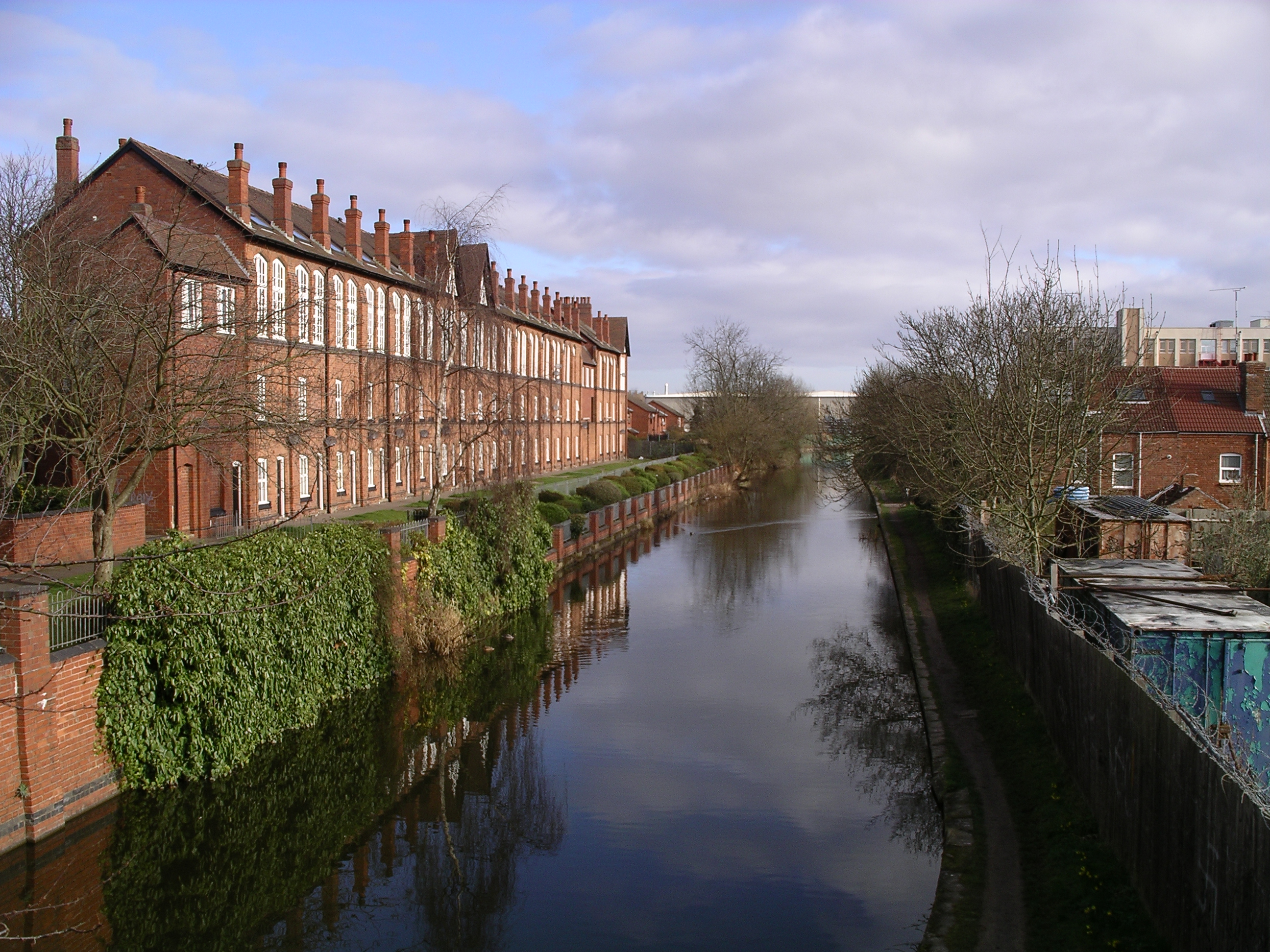
Coventry-Kanal: Blick nach Norden von Cash’s Lane Brücke, Coventry.